# Red Blažene Djevice Marije od Milosrđa
Red Blažene Djevice Marije od Milosrđa (lat. Ordo Beatae Mariae de Mercede redemptionis captivorum), Red milosrđa (Ordo de Mercede, skr. OdeM) ili mercedarijevci (Mercedarii), katolički je muški misijski crkveni red utemeljen u Barceloni 1218. radi otkupljivanja robova od Saracena i njihova oslobođenja iz ropstva. Osnovao ga je sv. Petar Nolasco, uz suradništvo aragonskoga kralja Jakova I. i sv. Rajmunda Penjafortskoga, nakon Marijina ukazanja Nolascu 2. kolovoza 1218., kojim je zatražila osnutak novoga reda koji bi se posvetio otkupu sužnjeva. Red je 1235. odobrio papa Grgur IX. Procjenjuje se da je djelovanjem Reda otkupljeno oko 70 000 ljudi.
Uz zavjete čistoće, poslušnosti i siromaštva, mercedarijevci su polagali i zavjet žrtvovanja vlastita života radi spasenja ili otkupa roba. Red i danas djeluje u sedamnaest država brojeći oko 1500 redovnika podijeljenih u dvanaest pokrajina. Uglavnom djeluju u misijama.
Red je 1615. počeo slaviti blagdan Gospe od Otkupljenja.